# ساكاي (فوكوي)
مدينة ساكاي (بالإنجليزية: Sakai)‏ هي إحدى المدن التابعة لمحافظة فوكوي. تأسست رسميًا في 20/03/2006. ويقدر عدد سكانها بـ 92420 نسمة حسب تقدير مكتب الإحصاء الياباني لعام 2012. تبلغ مساحة ساكاي 209.91 كم2. بكثافة سكانية تبلغ 440 نسمة/كم2.

## أعلام
- آي تاكاهاشي